# Emanuel Cățe
Emanuel Ion Cațe (Bucarest, 30 luglio 1997) è un cestista rumeno di formazione spagnola.

## Statistiche

### Eurocup
| Anno      | Squadra  | PG | PT | MP   | TC%  | 3P%  | TL%  | RP  | AP  | PRP | SP  | PP  |
| --------- | -------- | -- | -- | ---- | ---- | ---- | ---- | --- | --- | --- | --- | --- |
| 2022-2023 | U Cluj   | 18 | 12 | 20,4 | 67,0 | 28,6 | 85,7 | 5,3 | 1,3 | 0,6 | 0,8 | 9,0 |
| 2023-2024 | U Cluj   | 19 | 3  | 17,6 | 66,4 | 100  | 71,9 | 4,4 | 1,7 | 0,7 | 0,4 | 8,5 |
| Carriera  | Carriera | 37 | 15 | 19,0 | 66,7 | 37,5 | 79,1 | 4,8 | 1,5 | 0,7 | 0,6 | 8,8 |

## Palmarès

### Club
- Campionato rumeno: 1

U Cluj: 2022-2023
- Coppa di Romania: 2

U Cluj: 2023, 2024
- Supercoppa di Romania: 1

U Cluj: 2022

### Individuale
- All-Eurocup Second Team: 1

U Cluj: 2023-2024